# كونستانتين بتروف
كونستانتين بتروف هو سباح كازاخستاني، ولد في 16 يناير 1964 في ألماتي في كازاخستان.

## وصلات خارجية
- كونستانتين بتروف على موقع الاتحاد الدولي للسباحة (الإنجليزية)
- كونستانتين بتروف على موقع أوليمبيديا (الإنجليزية)